# Chris Korda
Chris Korda (Nueva York, 1962) es una activista antinatalista, música de techno, desarrolladora de software y líder de la Iglesia de la Eutanasia. Korda es una mujer transexual vegana nieta del magnate del cine de origen húngaro Alexander Korda, que fue una figura prominente de la industria cinematográfica británica, fundador de London Films y dueño de British Lion Films. Korda es la única hija del escritor y novelista Michael Korda, que fue editor jefe en Simon & Schuster en Nueva York.
Se graduó en la Hammonasset School.

## Unabomber for President
En 1995 lanzó la campaña Unabomber for President junto a Lydia Eccles. Tomó la forma de un comité de acción política, Unabomber Political Action Committee (UNAPACK).
Unabomber es el sobrenombre de Theodore Kaczynski, filósofo, matemático y neoludita estadounidense conocido por enviar cartas bomba a diversos objetivos, incluyendo universidades y aerolíneas, acabando con la vida de 3 personas e hiriendo a otras 23. Kaczynski envió una carta al diario The New York Times el 24 de abril de 1995 y prometió "cesar el terrorismo" si el The New York Times o el The Washington Post publicaban su ensayo Industrial Society and Its Future (La sociedad industrial y su futuro), conocido posteriormente por el nombre asignado por el FBI, "Manifiesto Unabomber". El documento era un denso manifiesto que reclamaba una revolución a escala mundial contra los efectos del "sistema industrial y tecnológico" de la sociedad moderna.
Influenciado inicialmente por ideas de la Internacional Situacionista, UNAPACK incluía anarquistas, hardcore punks, contraculturalistas de la década de los 60, ecosocialistas, pacifistas, activistas y primitivistas. Entre sus partidarios se incluían el colectivo anarquista descentralizado CrimethInc. y la Iglesia de la Eutanasia. "Unapack (...) respalda por completo las ideas del manifiesto de 35.000 palabras contra la sociedad que el gobierno debe tratar de demostrar que Ted Kaczynski escribió." La intención de la campaña no era ser una broma, sino simbolizar que el sistema político es una broma.

## Desarrollo de software
Desarrolló el software para la primera impresora 3D en color en 2004.
En el 2005 creó el software de video proyección Whorld, un visualizador de fuente abierta que utiliza las matemáticas para crear imágenes y animaciones psicodélicas.
En 2006, publicó FFRend, un renderizador de proceso paralelo para los plugins de video efectos para Freeframe V1.
En 2008, diseñó Fractice, un renderizador fractal.

## Creadora de software para música
Korda es también creadora de software para música, como Waveshop (2013), un editor de audio gratuito reseñado en muchos sitios web.
También es la creadora de ChordEase (2014). Un software libre compatible con cualquier instrumento MIDI que esencialmente hace más fácil tocar las notas. ChordEase fue presentado en la International Conference on New Interfaces for Musical Expression de 2015.

## Carrera musical
Como música electrónica y tecno, Korda publicó dos álbumes y seis sencillos y EPs. Realizó una gira por Europa con su álbum "Man of the Future", publicado en 2003 por el sello discográfico alemán de música electrónica International Deejay Gigolo Records. Korda ha realizado giras por todo el mundo, usando su propio software para las actuaciones en directo, incluyendo el festival Sónar de Barcelona en 2001.

## Discografía

### Álbumes
- 1999: Six Billion Humans Can't Be Wrong (DJ Mix; como Chris Korda & The Church Of Euthanasia; International DeeJay Gigolo Records)
- 2003: The Man Of The Future (International Deejay Gigolo Records)

### Sencillos y EP
- 1993: Save The Planet, Kill Yourself (Kevorkian Records)
- 1997: Save The Planet, Kill Yourself (Re-Release, International Deejay Gigolos)
- 1998: Sex Is Good (International Deejay Gigolos)
- 2002: I Like To Watch (Null Records)
- 2002: When It Rains EP (International Deejay Gigolos)
- 2003: The Man Of The Future (International Deejay Gigolos)